# Eli Velder
Eli Yehill Velder (9 de noviembre de 1925 - 6 de abril de 2020) fue un académico estadounidense. Ocupó la cátedra Dean Van Meter Alumnae de historia y filosofía de la educación en el Goucher College. Fundó el programa educativo en Goucher, donde estuvo asociado durante casi 62 años. Enseñó cursos de historia, filosofía de la educación y enseñanza de jóvenes desfavorecidos. 

## Infancia, adolescencia y educación
Nació el 9 de noviembre de 1925 y se crio en una familia judía observante en Baltimore. Sus padres fueron Rose y Abraham Velder. Obtuvo una licenciatura (1948) y un doctorado (1952) de la Universidad Johns Hopkins. Enseñó en la Universidad Hebrea de Baltimore (BHU) mientras completaba sus estudios de doctorado. Su mentor, el presidente de la BHU, recomendó que Velder considerara una carrera en educación e historia de la educación. Luego completó sus estudios de doctorado en esta área. Su disertación se tituló, La enseñanza de la Biblia en las escuelas judías de Europa durante los siglos XV y XVI. Completó un diploma de enseñanza en BHU.

## Carrera
Comenzó a enseñar en el Goucher College, a tiempo parcial, en 1958 por sugerencia de uno de los miembros de su comité de doctorado. Pasó a tiempo completo en 1963. Impartió cursos sobre historia, filosofía de la educación y enseñanza para jóvenes desfavorecidos. Fue el fundador del programa educativo en Goucher. En 1985, fue nombrado profesor de historia y filosofía de la educación de Dean Van Meter Alumnae. Fue presidente del departamento de educación de 1980 a 1990, director del programa M.Ed. de 1991 a 1993, y director de los programas de posgrado en educación. A principios de la década de 1990, a sugerencia de la presidenta Rhoda Dorsey, Velder trabajó con el programa de terapia de baile Goucher para combinar la experiencia pedagógica en Goucher con la experiencia psicológica en el Sheppard and Enoch Pratt Hospital. Estuvo asociado con Goucher durante casi 62 años. Más tarde fue profesor emérito de educación. 
Publicó artículos y sirvió en comités estatales de educación. Fue profesor visitante en la Universidad de Exeter y profesor invitado en la Universidad de Odesa.

## Vida personal
Murió a los noventa y cuatro años el 6 de abril de 2020 debido a COVID-19 causado por el virus del SARS-CoV-2 durante la pandemia de enfermedad por coronavirus. Tenía una hija y un hijo. Velder fue fallecido por su primera esposa, Jane Velder (née Kasper) y su segunda esposa, Zahava Velder (née Brand). Tenía un hermano, Milton "Manny" Velder. Se hicieron contribuciones en su nombre al Fondo de Becas de Libros Eli Velder en Goucher College.

## Premios y honores
Recibió el premio Goucher College por su excelente enseñanza en 1979. En 1986, recibió el premio Goucher por el servicio a la universidad. Recibió un doctorado en letras hebreas, honoris causa, en 2000 de la Universidad Hebrea de Baltimore.